# Kingsbridge
Kingsbridge – miasto w Wielkiej Brytanii, w Anglii w hrabstwie Devon, usytuowane przy ujściu nielicznych strumieni do morza, na riasowym fragmencie południowego wybrzeża Anglii. Miasto jest lokalnym ośrodkiem handlowym i ośrodkiem sportów wodnych o znaczeniu regionalnym.